# Ralph Barton Perry
Ralph Barton Perry (* 3. Juli 1876 in Poultney, Vermont; † 22. Januar 1957 in Boston, Massachusetts) war ein US-amerikanischer Philosoph.

## Leben
Ralph Barton Perry studierte an der Princeton University, wo er 1896 seinen Abschluss mit einem Bachelor machte. Anschließend machte er 1897 seinen Master und 1899 seinen Doktor an der Harvard University. Nachdem er drei Jahre am Williams und Smith College lehrte, kehrte er 1902 nach Harvard zurück, wo er 1913 zum Professor ernannt und von 1930 bis zu seiner Emeritierung 1946 Edgar Pierce professor of philosophy war. Von 1920 bis 1921 war er Präsident der Ostküstenabteilung der American Philosophical Association. 1928 wurde er in die American Academy of Arts and Sciences, 1939 in die American Philosophical Society und 1942 in die American Academy of Arts and Letters gewählt.
Perry war ein Vertreter des Neurealismus und Schüler des Psychologen und Philosophen William James. Über diesen veröffentlichte er 1935 seine Biografie The Thought and Character of William James, für die er ein Jahr später mit dem Pulitzer-Preis für die Beste Biografie ausgezeichnet wurde.

## Werk
- The Approach to Philosophy (1905)
- The Moral Economy (1909)
- Present Philosophical Tendencies: A Critical Survey of Naturalism, Idealism, Pragmatism, and Realism, together with a Synopsis of the Philosophy of William James (1912)
- The Free Man and the Soldier (1916)
- The Present Conflict of Ideals: A Study of the Philosophical Background of the World War (1918)
- Annotated Bibliography of the Writings of William James (1920)
- The Plattsburg movement: A Chapter of America's Participation in the World War (1921)
- A Modernist View of National Ideals (1926)
- General Theory of Value (1926)
- Philosophy of the Recent Past: An Outline of European and American Philosophy Since 1860 (1926)
- The Hope for Immortality (1935)
- The Thought and Character of William James (1935)
- Shall not perish from the earth (1940)
  - Soll nicht vergehn von dieser Welt, Nürnberg 1949
- Plea for an Age Movement (1942)
- Puritanism and Democracy (1944)
  - Amerikanische Ideale: Puritanismus und Demokratie, Danubia Verlag, Wien 1948,
- One world in the making (1945)
  - Wie wird die Welt, Leibniz Verlag, München 1948
- Characteristically American: Five Lectures Delivered on the William W. Cook Foundation at the University of Michigan, November-December 1948 (1949)
- Realms of Value (1954)
- The Humanity of Man (1956)